# Gaius Sosius
Gaius Sosius was een Romeins generaal en politicus uit de 1e eeuw v.Chr.

## Biografie
Gaius Sosius werd gekozen tot quaestor in 66 v.Chr. en praetor in 49 v.Chr. Toen de tweede Romeinse Burgeroorlog begon koos hij de kant van de optimates.
Nadat Pompeius naar Griekenland vluchtte, keerde Sosius terug naar Rome en gaf zich over aan Julius Caesar.
Na de moord op Caesar koos Sosius partij voor Marcus Antonius, die hem in 38 v.Chr. aanstelde als gouverneur van Syria en Cilicia. Antonius droeg Sosius op om Herodes te steunen in zijn strijd tegen Antigonus, toen deze de macht in Jeruzalem had. In 37 v.Chr. trok Sosius trok met zijn leger op naar Jeruzalem en nadat hij de stad had ingenomen zette hij Herodes op de troon.
Als beloning voor zijn overwinning kreeg Sosius in 34 v.Chr. de eer om een triomftocht te mogen houden. Twee jaar later werd hij gekozen tot consul, samen met Gnaius Domitius Ahenobarbus. Tijdens hun ambtstermijn (32 v.Chr.) brak de derde burgeroorlog uit tussen Octavianus en Marcus Antonius. Sosius was een belangrijk medestander van Antonius en viel Octavianus hevig aan in de senaat, waardoor hij gedwongen was naar Antonius in het oosten te vluchten. 
In 31 v.Chr. commandeerde Sosius een eskader van Antonius' vloot en versloeg het eskader van Lucius Arruntius, maar nadat deze vloot door Marcus Agrippa weer was versterkt werd zijn medestander Tarcondimotus, de koning van Cilicia, gedood en werd hijzelf gedwongen te vluchten.
In de Slag bij Actium, voerde Sosius het bevel over de linkervleugel van de vloot. Nadat zij verslagen waren lukte het Sosius te ontsnappen, maar hij werd in zijn schuilplaats werd ontdekt en voorgeleid aan Octavianus. Op voorspraak van Lucius Arruntius vergaf Octavianus hem en mocht hij terugkeren naar Rome. Daar voltooide hij de herbouw van de Tempel van Apollo op het Marsveld, waar hij na zijn triomftocht in 34 v.Chr. mee was begonnen, en wijdde deze in Octavianus' naam in. De tempel staat sindsdien onder zijn naam bekend: Tempel van Apollo Sosianus.

## Antieke bronnen
- Appianus, Bell. Civ. V 73.
- Cic., ad Att. VIII 6, IX 1.
- Cass. Dio, XLIX 22, 41, L 2, 14, LI 2, LVI 38.
- Joseph., Ant. Iud. XIV 15, 16, Bell. Iud. I 17-18.
- Plut., Ant. 34.
- Suet. Aug. 17.
- Tac., Hist. V 9.
- Vell. Pat., II 85-86.